# Kribia uellensis
Kribia uellensis är en fiskart som först beskrevs av Boulenger, 1913.  Kribia uellensis ingår i släktet Kribia och familjen Eleotridae. IUCN kategoriserar arten globalt som livskraftig. Inga underarter finns listade i Catalogue of Life.